# Juskova Voľa
Juskova Voľa é um município da Eslováquia, situado no distrito de Vranov nad Topľou, na região de Prešov. Tem 18,13 km² de área e sua população em 2018 foi estimada em 301 habitantes.

## Demografia
| Ano:        | 1994 | 2004    | 2014   | 2024    |
| ----------- | ---- | ------- | ------ | ------- |
| Broj ljudi: | 278  | 315     | 320    | 287     |
| Razlika:    |      | +13,30% | +1,58% | -10,31% |

| Ano:               | 2023 | 2024   |
| ------------------ | ---- | ------ |
| Número de pessoas: | 288  | 287    |
| Diferença:         |      | -0,34% |